# تاريخ مراقبة المستعرات العظمى

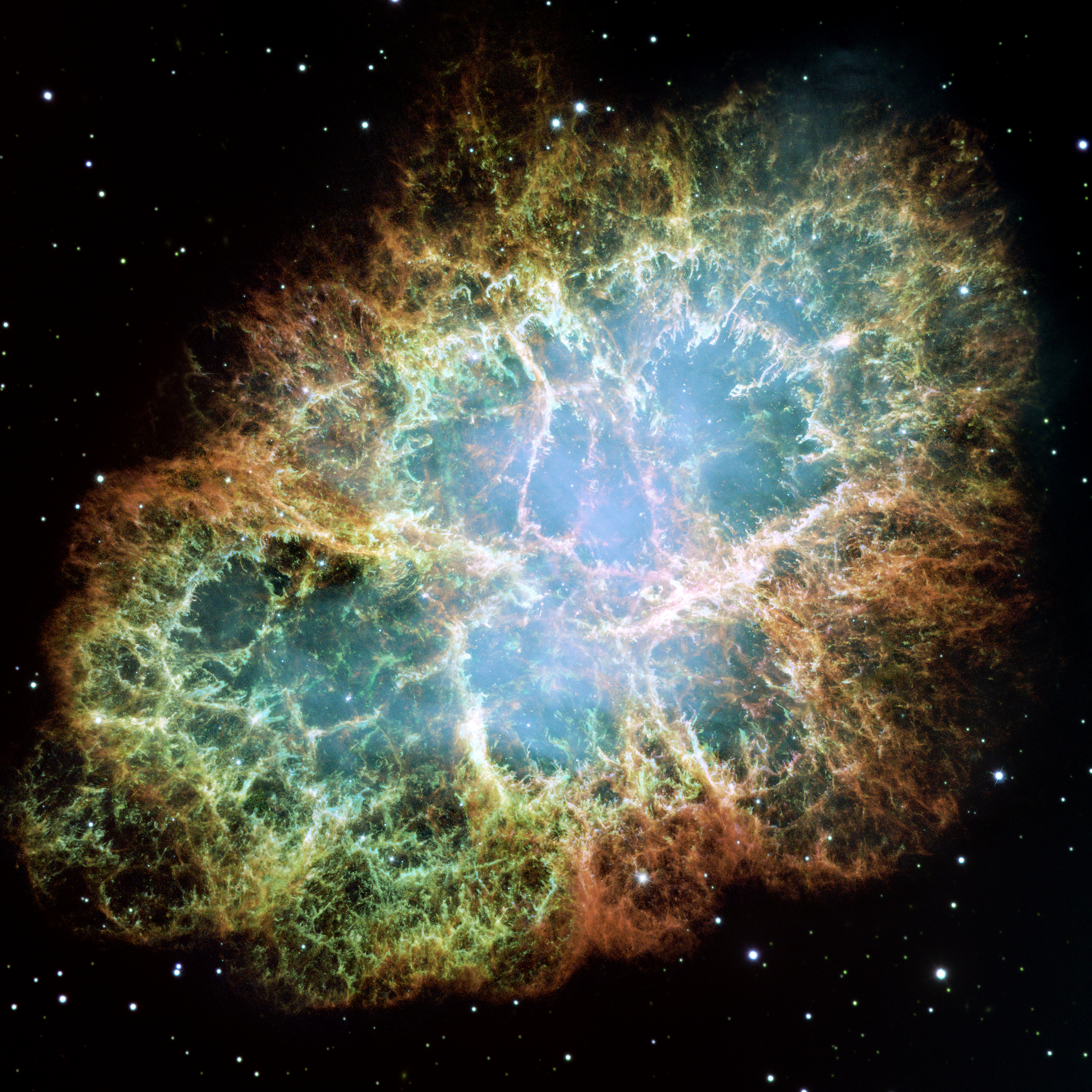
سديم السرطان هي رياح سديمية نبضية تصاحب المستعر الأعظم 1054.

يرجع تاريخ مراقبة المستعرات العظمى إلى عام 185م، مع ظهور المستعر الأعظم 185، أقدم مستعر أعظم سجلته المراقبة البشرية. ومنذ ذاك الحين، سجلت العديد من المستعرات العظمى داخل مجرة درب التبانة، أحدثها المستعر الأعظم 1604 الذي يعد أحدث المستعرات العظمى التي تمت ملاحظتها في هذه المجرة.
ومع التطورات التي أدخلت على المقراب، اتسع مدى استكشاف المستعرات العظمى إلى مجرات أخرى. وفرت تلك الحوادث معلومات هامة عن أبعاد المجرات. كما لوحظ سلوك المستعرات العظمى وتطوراته، وأصبح دور المستعرات العظمى في عملية تشكيل النجوم مفهومًا على نطاق واسع.

## التاريخ القديم
حدث انفجار المستعر الأعظم الذي شكل بقايا مستعر الشراع الأعظم على الأرجح قبل 10,000-20,000 عام. في عام 1972، اقترح علماء فلك ناسا أن سكان نصف الكرة الجنوبي قد شاهدوا هذا الانفجار وسجلوه بشكل رمزي. وبعد مرور عام، أشار عالم الآثار جورج ميشانوفسكي إلى بعض العلامات غير المفهومة القديمة في بوليفيا التي تركها الهنود الحمر. أظهرت النقوش أربع دوائر صغيرةً تحيط بها دائرتان كبيرتان. تشبه الدوائر الصغيرة التجمعات النجمية في كوكبتي الشراع والقاعدة. قد تمثل إحدى الدائرتين الكبيرتين نجم العيوق. أما الدائرة الكبيرة الأخرى التي تقع بالقرب من بقايا المستعر الأعظم، فقد اقترح جورج ميشانوفسكي أنها قد تمثل انفجار المستعر الأعظم الذي شاهده السكان الأصليون.
في عام 185 م، سجل علماء الفلك الصينيون ظهور نجم ساطع في السماء، ولاحظوا أنه استغرق نحو ثمانية أشهر قبل أن يختفي من السماء. لاحظوا أيضًا أنه يبرق كالنجم، لكنه لا يتحرك في السماء كالمذنب. توافقت تلك الملاحظات مع ظهور مستعر أعظم، ويعتقد أن هذا التسجيل هو أقدم تسجيل يؤكد حدوث مستعر أعظم يدونه البشر. من المحتمل أيضًا أن يكون الأدب الروماني قد سجل المستعر الأعظم 185، إلا أنه لا وجود لسجلات باقية تثبت ذلك. مؤخرًا أثبتت الدراسات بالأشعة السينية للهالة الغازية المعلقة RCW 86 التي تعد من بقايا هذا الحدث، أن هناك تطابقًا كبيرًا مع هذا التقدير للعمر.
في عام 393 م، سجل الصينيون ظهور النجم الزائر الآخر، المستعر الأعظم 393، الذي يقع الآن ضمن كوكبة العقرب الحديثة. كانت هناك أيضًا مشاهدات غير مؤكدة لمستعرات عظمى أعوام 369 م، 386 م،
437 م، 827 م، 902 م. وعلى مدى حوالي 2,000 عام، سجل علماء الفلك الصينيون عشرين حدثًا مشابهًا، بما في ذلك الانفجارات التي رصدها المسلمون والأوروبيون وربما الهنود وغيرهم من المراقبين.
ظهر المستعر الأعظم 1006 في جنوب كوكبة السبع عام 1006. كان ذلك أكثر النجوم المشاهدة سطوعًا على الإطلاق في السماء ليلاً، وقد رصد في الصين ومصر والعراق وإيطاليا واليابان وسويسرا، ومن المحتمل أن يكون قد رصد أيضًا في الشام وفرنسا وأمريكا الشمالية. وقد قدر الطبيب والفلكي المصري علي بن رضوان سطوعه بربع درجة سطوع القمر. وقد اكتشف علماء الفلك المعاصرين من البقايا الخافتة لهذا الانفجار، أنه كان على بعد 7,100 سنة ضوئية فقط من الأرض.
كان المستعر الأعظم 1054 أيضًا من الأحداث الفلكية التي رصدت على نطاق واسع، فقد سجل الفلكيون المسلمون والصينيون واليابانيون ظهور النجم عام 1054 م. ومن المرجح أن شعوب بويبلو القديمة قد سجلوه أيضًا في صورة نقوش.
وقد ظهر هذا الانفجار في كوكبة الثور، حيث خلف بقايا سديم السرطان. في ذروته، كان سطوع المستعر الأعظم 1054 أربع أضعاف سطوع كوكب الزهرة، وبقي مرئيًا في وضح النهار لمدة 23 يومًا، ومساءً لمدة 653 يومًا.
قليلون من سجلوا مشاهداتهم للمستعر الأعظم 1181، الذي حدث في كوكبة ذات الكرسي بعد قرن من حدوث المستعر الأعظم 1054، فلم يلحظه سوى الفلكيون الصينيون واليابانيون. ويعتقد أن النباض 3 سي 58 هو البقايا النجمية لهذا الحدث.
وقد عرف الفلكي الدانماركي تيخو براهي بدقة أرصاده السماوية ليلاً من مرصده في جزيرة فين. وفي عام 1572، لاحظ براهي ظهور نجم جديد أيضًا في كوكبة ذات الكرسي. سُمِّي لاحقًا بالمستعر الأعظم 1572، هذا المستعر الأعظم ظلت بقاياه حتى ستينيات القرن العشرين.

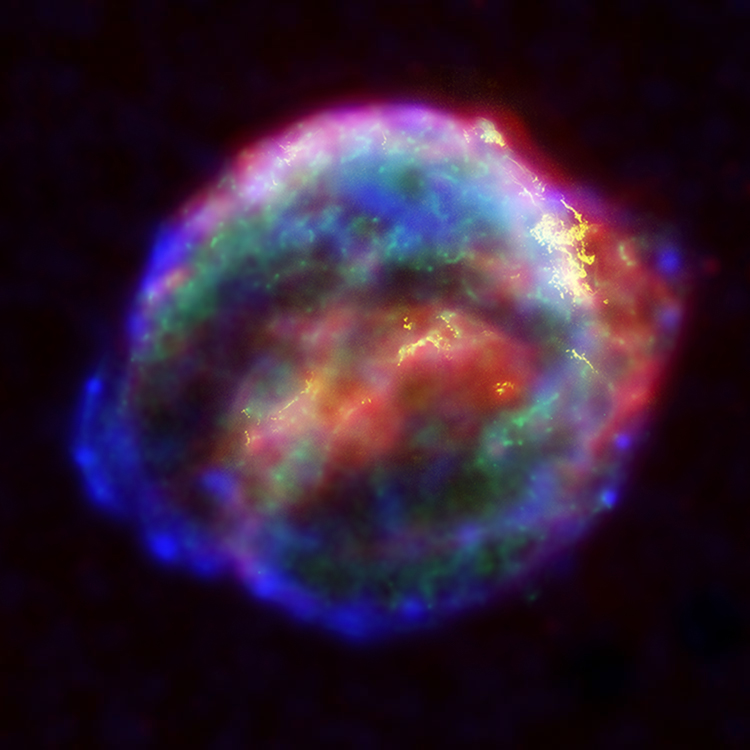
صورة بالأشعة السينية لبقايا مستعر أعظم يوهانس كيبلر 1604. (مرصد شاندرا الفضائي للأشعة السينية).

كان هناك اعتقاد سائد في أوروبا في تلك الفترة بأن فكرة أرسطو أن العالم فيما وراء القمر والكواكب غير قابل للتغيير. لذلك فقد اعتقد المراقبون أن هذه الظاهرة هي شيء ما في غلاف الأرض الجوي. غير أن براهي لاحظ أن هذا الشيء ظلَّ ثابتًا ليلةً بعد ليلة دون أن يغير تزيحه، لذا فلابد أنه يقع بعيدًا. وقد نشر تيخو براهي ملاحظاته في كتابه الصغير "De nova et nullius aevi memoria prius visa stella" («حول النجم غير المرئي في الماضي والآن») عام 1573. ومن عنوان هذا الكتاب اشتقت كلمة "nova" التي تصف النجوم المتغيرة.
أحدث مستعر أعظم شوهد في مجرة درب التبانة كان المستعر الأعظم 1604، الذي شوهد في 9 أكتوبر 1604. شاهد العديد من الأشخاص الظهور المفاجئ لهذا النجم، لكن وحده يوهانس كيبلر الذي ارتبط اسمه بهذا الحدث، نظرًا لدراسته المنظمة له. وقد نشر ملاحظاته تلك بعنوان "De Stella nova in pede Serpentarii". ولقد حاول جاليليو جاليلي، مثلما فعل تيخو براهي من قبله، دون جدوى قياس تزيح هذا النجم الجديد، ومن ثم معارضة وجهة النظر الأرسطية بأن السماء غير قابل للتغيير. وقد رصدت بقايا هذا المستعر الأعظم عام 1941 في مرصد جبل ويلسون.

## المراقبة بالمقراب
ظلت الطبيعة الحقيقية للمستعرات العظمى غامضة لبعض الوقت، حتى تعرَّف المراقبون ببطءٍ على فئة من النجوم التي تمرُّ بتقلبات دورية في سطوعها. رسم كِلا جون راسل هند في عام 1848 ونورمان بوغسون في عام 1863 رسمًا تخطيطيًّا لنجوم تمر بتغيرات مفاجئة في درجة السطوع، لكنها لم تحظ بالاهتمام من قبل المجتمع الفلكي. وأخيرًا في عام 1866، أجرى الفلكي الإنجليزي ويليام هاغينز الأرصاد الطيفية الأولى لمستعر أعظم، مكتشفًا خطوطًا من الهيدروجين في الطيف غير العادي لمستعر الإكليل الشمالي تي. افترض هاغينز أن ذلك نتج عن انفجار عنيف، مما أثار اهتمام علماء الفلك الآخرين.

رسم متحرك يظهر المستعرات العظمى المكتشفة منذ عام 1885. الاكتشافات الحديثة ميزت بالألوان.

في عام 1885، لاحظ إرنست هارتفيغ في إستونيا وجود انفجار يشبه المستعرات العظمى في اتّجاه مجرة المرأة المسلسلة. كان لمستعر المرأة المسلسلة قدرٌ ظاهريٌّ قيمته 6 درجات، مما زاد من تألق نواة المجرة بأكملها، ثم تلاشى بطريقة تشبه إلى حد ما المستعرات العظمى. وفي عام 1917، قاس جورج ريتشي المسافة إلى مجرة المرأة المسلسلة، واكتشف أنها تقع أبعد بكثير مما كان يعتقد من قبل. وهذا يعني أن مستعر المرأة المسلسلة لا يقع فقط على طول خط البصر إلى المجرة، ولكنه في الواقع يقع في النواة، وبالتالي يتولد عنه قدرٌ أكبر بكثير من الطاقة مما تولده المستعرات العظمى التقليدية. بدأ العمل على هذا الفئة الجديدة من المستعرات العظمى خلال ثلاثينيات القرن العشرين على أيدي فالتر بادي وفريتز زفيكي في مرصد جبل ويلسون. فقد حددا مستعر المرأة المسلسلة، الذي اعتبراه مستعرًا أعظم تقليديًّا، على أنه انفجارٌ أطلق إشعاعًا يساوي تقريبًا إجمالي الطاقة الناتجة عن الشمس لمدة 107 عام. فقررا تسمية هذه الفئة الجديدة بالمستعرات العظمى ذات المتغيرات الكارثية، وافترضا أن الطاقة نشأت نتيجة انهيار نجوم عادية عن طريق قوة الجاذبية لتكوِّنَ نجومًا نيوترونية. استخدم اسم «مستعر أعظم» (super-novae) للمرة الأولى في محاضرة ألقاها زفيكي عام 1931 في معهد كاليفورنيا للتقنية، ثم استخدم علنًا عام 1933 في اجتماع للجمعية الفيزيائية الأمريكية. وبحلول عام 1938، أصبح الاسم شائع الاستخدام.
وعلى الرغم من أن المستعرات العظمى من الأحداث النادرة، إلا أنها تحدث في درب التبانة تقريبًا مرة كل 50 عامًا، وقد سمح رصد المجرات البعيدة باكتشاف وفحص المستعرات العظمى على نحو أكثر تواترًا. حيث بدأ زفيكي أول كشف دوري عن المستعرات العظمى عام 1933، وانضم إليه جوزيف جونسون من معهد كاليفورنيا للتقنية عام 1936، وباستخدام مقراب شميدت قطره 45-سم في مرصد بالومار، اكتشفا 12 مستعرًا أعظم جديدًا خلال ثلاثة أعوام من خلال مقارنة لوحات فوتوغرافية جديدة بأخرى مرجعية لصور مناطق خارج المجرة.
وفي عام 1938، أصبح فالتر بادي أول فلكي يحدد سديمًا كبقايا مستعر أعظم، عندما افترض أن سديم السرطان ما هو إلا بقايا المستعر الأعظم 1054. وقد لاحظ أنه وعلى الرغم من أن هذا السديم له هيئة سديم كوكبي، إلا أن السرعة المقاسة لتمدده كانت أكبر بكثير من أن يجعله يصنف ضمن هذا التصنيف. خلال نفس العام، اقترح بادي استخدام نوع مستعر أعظم Ia كمؤشر مسافات ثانوي عام 1938. لاحقًا، ساعدت أعمال آلان سانديغ وغوستاف تامان على تنقية العملية، وبالتالي أصبح المستعر الأعظم Ia نوعًا من الشمعات القياسية لقياس المسافات الكبيرة عبر الكون.
أجرى رودولف مينكوفسكي أول تصنيف طيفي لهذه المستعرات العظمى البعيدة عام 1941، وقد صنفهم إلى نوعين، بحسب وجود أو عدم وجود خطوط من عنصر الهيدروجين تظهر في طيف المستعر الأعظم. اقترح زفيكي في وقت لاحق أنواعًا إضافيةً هي III، IV، V. إلا أن هذه المقترحات لم تعد تستخدم الآن، وهي تبدو الآن متوافقة مع أحد أنواع المستعرات العظمى الغريبة. أضيفت فيما بعد المزيد من الأقسام الفرعية للتصنيف الطيفي في مخطط تصنيف المستعرات العظمى الحديث.
بعد الحرب العالمية الثانية، عمل فريد هويل على حل مسألة كيفية تكوّن العناصر المختلفة المرصودة في الكون. وفي عام 1946، افترض هويل أن النجم العملاق يمكنه توليد التفاعلات النووية الحرارية، حيث تقوم هذه التفاعلات على اندماج العناصر الخفيفة (كالهيدروجين) إلى عناصر أثقل (كالهليوم) لتولِّد ضغطاً باتّجاه الخارج يمنع النجم من الانهيار على نفسه نتيجة قوة الجاذبية. ويؤدي انهيار النجم إلى وقوع انفجارٍ هائلٍ يقذف بعناصره لتنتشر في أنحاء الفضاء بين النجوم. فيما تَطَوَّر مفهوم أن الاندماج النووي السريع هو مصدر طاقة انفجار المستعر الأعظم على يد هويل وويليام فاولر خلال ستينيات القرن العشرين.
بدأ أول بحث يتم التحكم فيه عن طريق الحاسوب عن المستعرات العظمى في نفس العقد في جامعة نورث وسترن، حيث قاموا ببناء مقراب بقطر 24 إنشًا (60 سنتيمترًا) في مرصد كوراليتوس في نيو مكسيكو، يمكن تعديل أوضاعه عن طريق الحاسوب. وقد أظهر المقراب مجرة جديدة كل دقيقة، يتفحصها المراقبون من مشاهدتها عبر عرضٍ على شاشة التلفزيون. وبهذه الطريقة، اكتشفوا 14 مستعر أعظم خلال سنتين.

## 1970 - 1999
وُضِعَ النموذج القياسي الحديث لانفجارات المستعر الأعظم من نوع Ia بناءً على اقتراح من ويلان وأبين في عام 1973، وهو يستند إلى سيناريو انتقال كتلة إلى نجم مرافق متحول (نموذج الانفجارات التحولية). على وجه الخصوص، منحنى ضوء المستعر الأعظم 1972e في إن جي سي 5253 والذي تم رصده لأكثر من عام، كان بالإمكان تعقبه لفترة كافية لاكتشاف أنه بعد أن وصل إلى «ذروة» سطوعه، تلاشى سطوعه بمعدل ثابت تقريبًا بلغ حوالي 0,01 قدر ظاهري في اليوم. وبترجمة هذه النتيجة إلى نظام آخر من وحدات القياس، فهي تعادل تقريبًا نفس معدل اضمحلال الكوبالت-56 (56Co)، الذي يبلغ عمر نصفه 77 يومًا. ويتوقع نموذج الانفجارات التحولية أن ينتج النجم المتفجر حوالي كتلة شمسية من النيكل-56 (56Ni). وقد تم التوصل من هذا إلى فرضية أن تحلل عناصر 56Ni (الذي يبلغ عمر نصفه 6,8 يوم إلى 56Co) والنيكل والكوبالت هو الذي ينتج الطاقة الإشعاعية المنبعثة من المستعرات العظمى في فترات حياتها الأخيرة. وقد أدى التوافق بين قيمة الطاقة الناتجة ومعدل التلاشي في النماذج النظرية وأرصاد المستعر الأعظم 1972e، إلى القبول السريع لنموذج الانفجار التحولي.
اكتشف العلماء من خلال رصد منحنيات الضوء للعديد من المستعرات العظمى من الفئة الأولى Ia أن لها ذروة سطوع مشتركة. ومن خلال قياس سطوع تلك المستعرات، أمكن تقدير المسافة بين الأرض ومجرات المستعرات بدقّة جيدة. وبالتالي أصبحت هذه الفئة من المستعرات العظمى مفيدة للغاية باعتبارها شمعة قياسية لقياس المسافات الكونية. وفي عام 1998، اكتشف مشروع بحثي في علم الكونيات أن أبعد المستعرات العظمى من الفئة Ia تبدو باهتة أكثر مما كان متوقعًا. مما يدل على أن تمدد الكون قد يتسارع.
وبالرغم من عدم رصد أي مستعر أعظم في درب التبانة منذ عام 1604، إلا أنه يبدو أن هناك مستعراً أعظم انفجر في كوكبة ذات الكرسي منذ حوالي 300 عام مضت، في حوالي العام 1667 أو 1680. وقد حجب الغبار بين النجمي بقايا هذا الانفجار بشدة، لذا من المحتمل أن يكون هو سبب عدم ظهورها بوضوح. ومع ذلك، يمكن رصدها الآن بالتقنيات الحديثة في أجزاء أخرى من الطيف الكهرومغناطيسي، فهي تعد أكثر مصادر الأشعة الراديوية سطوعًا خارج مجموعتنا الشمسية.

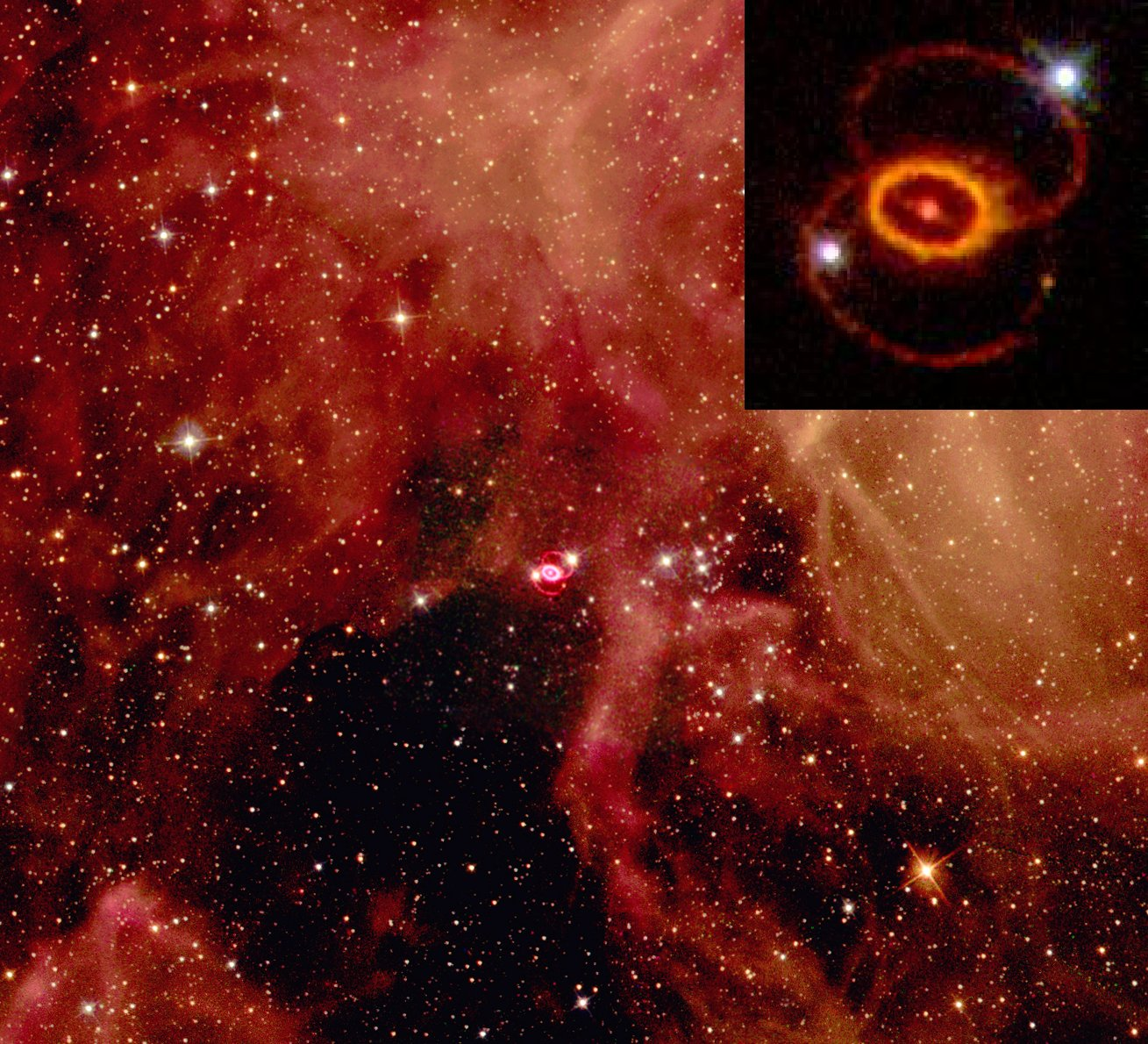
بقايا المستعر الأعظم 1987A بالقرب من المنتصف.

في عام 1987، شوهد المستعر الأعظم 1987A في سحابة ماجلان الكبرى في الساعات الأولى لحدوثه. كان ذلك أول مستعر أعظم يكتشف خلال انبعاث النيوترينو، وهو الأول الذي يراقب خلال كل حزمة من طيفه الكهرومغناطيسي. وقد سمح القرب النسبي لهذا المستعر بمراقبته بالتفصيل، مما أتاح أولى الفرص لاختبار النظريات الحديثة حول تشكل المستعرات العظمى عبر مراقبته.
تطور معدل اكتشاف المستعرات العظمى على نحو مطَّردٍ خلال القرن العشرين. وفي تسعينيات القرن العشرين، بدأت العديد من برامج البحث الآلي للمستعرات العظمى. وقد بدأ برنامج أبحاث المستعرات العظمى في مرصد لوشنر عام 1992. وانضم إليه في نفس العام برنامج التصوير بمقراب بيركلي الآلي، ثم لحقهما في عام 1996 برنامج التصوير بمقراب كاتزمان الآلي في مرصد ليك، الذي كان يستخدم في الأساس في أبحاث المستعرات العظمى في مرصد ليك. بحلول عام 2000، كان برنامج ليك قد اكتشف المستعر الأعظم 96، مما يجعله أنجح برامج أبحاث المستعرات العظمى في العالم.
في نهاية عقد التسعينيات، كانت هناك فرضية تقول أنه يمكن العثور على بقايا المستعرات العظمى الحديثة من خلال البحث عن أشعة غاما الناتجة من اضمحلال التيتانيوم-44، الذي يبلغ عمر نصفه 90 عامًا، ويمكن لأشعة غاما اجتياز المجرة بسهولة، مما يسمح لنا أن نرى أي بقايا من الألفية الماضية أو نحو ذلك. تم العثور على اثنين من المصادر، بقايا ذات الكرسي أ التي سبق اكتشافها، وبقايا المستعر الأعظم RX J0852.0-4622، التي كانت قد اكتشفت حديثًا متداخلةً مع بقايا مستعر الشراع الأعظم.

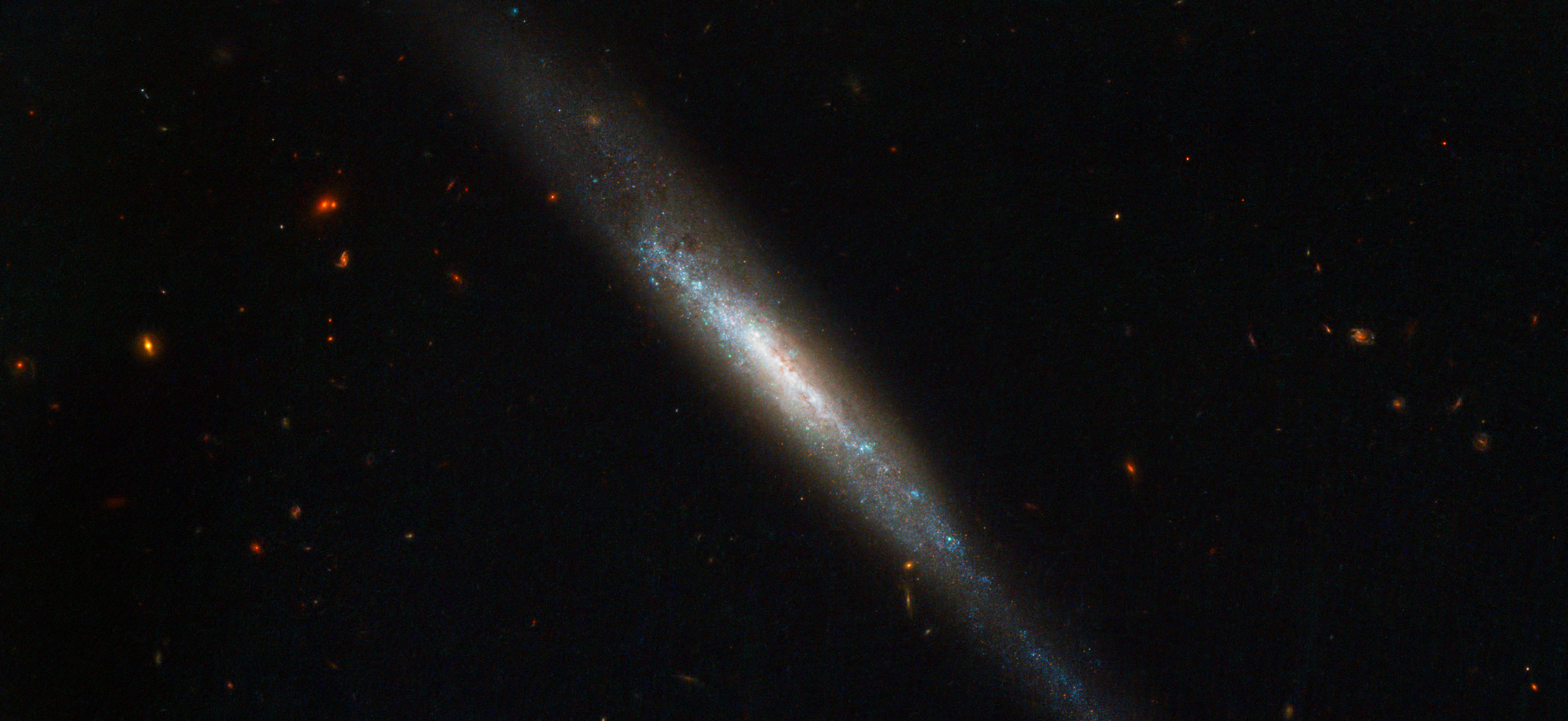
في عام 1999 شوهد انفجار نجم داخل آي سي 755 كمستعر أعظم وسميّ المستعر الأعظم 1999an.

وجدت بقايا (RX J0852.0-4622) أمام بقايا مستعر أعظم الشراع الأكبر منها حجمًا، وقد أظهرت أشعة غاما لاضمحلال التيتانيوم-44 فيها أن لابد من أنها انفجرت مؤخرًا نسبيًا (ربما حوالي عام 1200 م)، ولكن ليس هناك تسجيل تاريخي لذلك. أوضح سيل أشعة غاما والأشعة السينية أن هذا المستعر الأعظم قريب نسبيًا لنا (ربما 200 فرسخ فلكي أو 600 سنة ضوئية). وإذا كان الأمر كذلك، فهو حدث استثنائي نظرًا لأن المستعرات العظمى التي تبعد مسافة أقل من 200 فرسخ فلكي، يعتقد أنها تحدث مرة واحدة كل 100,000 عام.

## 2000 حتى الآن
اكتشف المستعر الأعظم 2003 أف جي في مجرة متكونة عام 2003. دُرِسَ ظهور هذا المستعر الأعظم في «زمنه»، وقد طرح عدة أسئلة فيزيائية كبيرة، حيث بدى أكبر كتلة ممَّا يسمح به حد شاندراسيخار.

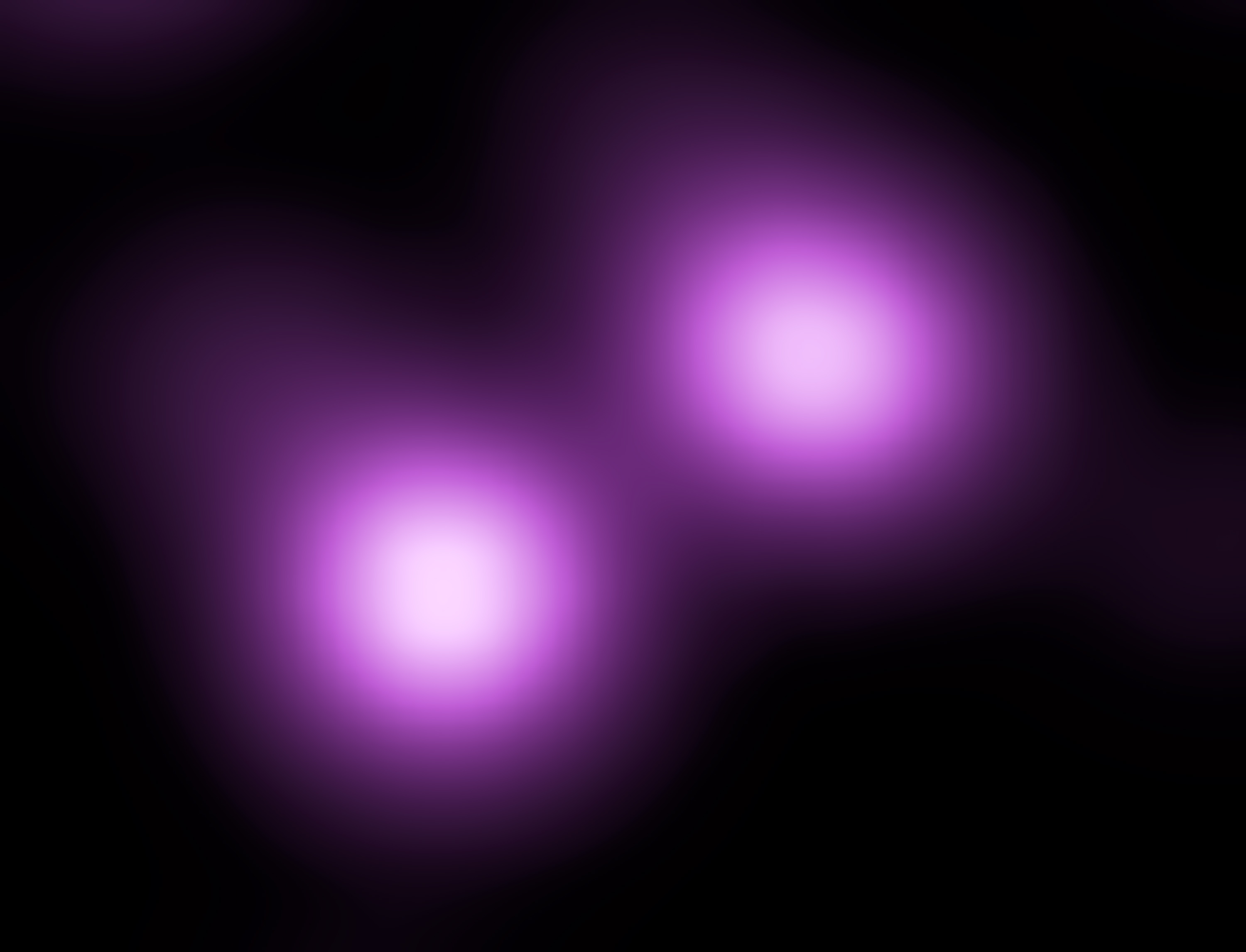
المستعر الأعظم 2006 جي واي المكتشف في سنة 2006.

اكتشف المستعر الأعظم 2006 جي واي في سبتمبر 2006، وقد وقع في مجرة تسمى إن جي سي 1260 (تبعد 240 مليون سنة ضوئية)، وظل بعد اكتشافه يعد المستعر الأعظم الأكبر حجماً والأكثر سطوعًا حتى تم التحقق من درجة سطوع المستعر الأعظم 2005 إيه بي في أكتوبر عام 2007. كان هذا الانفجار أكثر سطوعًا بنحو 100 مرة من أي انفجار آخر سبقت مراقبته، حيث يُقدَّر حجم النجم بأكثر من 150 ضعف حجم الشمس. ورغم أن هذا المستعر الأعظم له بعض خصائص المستعرات العظمى من الفئة Ia، إلا أنه تم العثور على الهيدروجين في طيفه. ويعتقد أن المستعر الأعظم 2006 جي واي من المحتمل أن يكون مستعرًا أعظم مزدوجًا-عدم الاستقرار. وللمستعر الأعظم 2005 إيه بي، الذي اكتشفه روبرت كيمبي نفس مكتشف المستعر الأعظم 2006 جي واي، ضعفا سطوع المستعر الأعظم 2006 جي واي وحوالي 300 ضعف سطوع المستعرات العظمى من الفئة II.
في 21 مايو 2008، أعلن فلكيون أنهم التقطوا وللمرة الأولى على الكاميرا مستعراً أعظم ينفجر لتوّه. وبالمصادفة، لوحظ سيل من الأشعة السينية أثناء مراقبة مجرة إن جي سي 2770، التي تبعد 88 مليون سنة ضوئية عن الأرض، وفي الحال وجَّه الفلكيون عددًا من المقارب في ذلك الاتجاه ليشهدوا بذلك ميلاد المستعر الأعظم 2008 دي، مما ربط بين سيل الأشعة السينية وميلاد المستعر الأعظم.
من بين الفلكيين الهواة الباحثين عن المستعرات العظمى، استطاعت كارولين مور عضوة فريق أبحاث مرصد بوكيت إيجاد المستعر الأعظم 2008 إتش إيه في أواخر نوفمبر عام 2008، وهي في عمر الرابعة عشر، مما يجعلها أصغر شخص يكتشف مستعر أعظم. وفي يناير 2011، اكتشفت الفتاة الكندية كاثرين أورورا غراي ذات العشرة أعوام مستعرًا أعظم لتصبح الأصغر على الأطلاق التي تكتشف مستعرًا أعظم. وقد رصد والدها وصديق له المستعر الأعظم 2010 إل تي، الذي له قدر ظاهري قيمته 17 في مجرة يو جي سي 3378 في كوكبة الزرافة، التي تبعد حوالي 240 مليون سنة ضوئية عن الأرض.

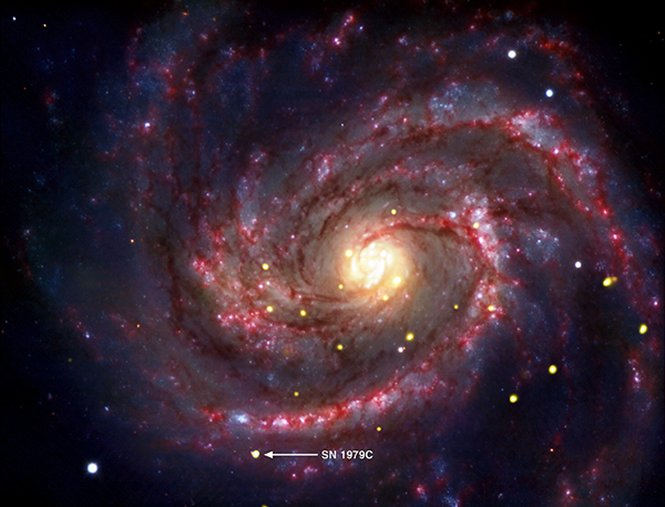
المستعر الأعظم 1979 سي في مجرة مسييه 100.

وفي عام 2009، وجد باحثون نيترات داخل عينات من القشرة الثلجية في أنتاركتيكا على أعماقٍ تعود إلى حقب زمنية متزامنةٍ مع المستعرات العظمى 1006 و1054 و1060. وكان من الواضح أن النيترات تشكلت من أكسيد نيتروجين تكون عن طريق أشعة غاما المنبعثة من المستعرات العظمى. لذا، فقد أمكن من خلال تلك التقنية التعرف على المستعرات العظمى التي تعود إلى عدة آلاف من السنين.
وفي 15 نوفمبر 2010، أعلن فلكيون في مرصد شاندرا الفضائي للأشعة السينية أنه وبينما هم يراقبون بقايا المستعر الأعظم 1979 سي في مجرة مسييه 100، اكتشفوا شيءًا قد يكون ثقبًا أسود حديثًا لم يمرَّ عليه سوى 30 عامًا. كما أشارت ناسا إلى احتمالية كون ذلك الشيء نجمًا نيوترونيًا مغزليًا أنتج رياحًا من جسيمات عالية الطاقة.
وفي 24 أغسطس 2011، اكتشف مرصد بالومر الآلي مستعرًا أعظم من الفئة Ia (المستعر الأعظم 2011 إف إي) في مجرة دولاب الهواء بعد فترة قصيرة من الانفجار. ونظرًا لأنها تبعد 21 مليون سنة ضوئية فقط وأنها اكتشفت مبكرًا عند بداية الحدث، فهي ستمكن العلماء من إجراء دراسة تفصيلية للمراحل الأولى لتكون هذه الفئة من المستعرات العظمى.

## المستقبل
يقدر معدل حدوث المستعرات العظمى في المجرات التي بحجم درب التبانة، بمرة كل 50 عامًا، وهو معدل أكبر من معدل المشاهدات الفعلية، مما يعني أن جزءًا منها يحجبه غبار ما بين النجوم عن الأرض. ومع نشر أدوات جديدة يمكنها مراقبة مدى واسعٍ من الطيف، إضافة إلى كاشفات النيوترينو، أصبح من شبه المؤكد أن الحدث المقبل سيتم اكتشافه بالتأكيد.

## وصلات خارجية
- Hecht، Jeff (19 يونيو 2006). "Enigmatic object baffles supernova team". NewScientist.com. مؤرشف من الأصل في 2015-05-24. اطلع عليه بتاريخ 2009-07-17.